# ریدروالد
ریدروالد (به آلمانی: Frankfurt-Riederwald) یک منطقهٔ مسکونی در آلمان است که در فرانکفورت واقع شده‌است. ریدروالد ۴٬۸۲۴ نفر جمعیت دارد.